# Збірна Домініки з футболу
Збі́рна Домі́ніки з футбо́лу — національна футбольна команда, що представляє Домініку в міжнародних матчах з футболу. Контролюється Футбольною асоціацією Домініки. Частина гравців виступають у клубах нижчих англійських дивізіонів.
Станом на 3 квітня 2025 посідає 184-e місце у рейтингу футбольних збірних світу.

## Чемпіонат світу
- 1930–1994 — не брала участі
- 1998–2022 — не пройшла кваліфікацію

## Золотий кубок КОНКАКАФ
- 1991 — не брала участі
- 1993–2002 — не пройшла кваліфікацію
- 2003 — знялася з турніру
- 2005–2025 — не пройшла кваліфікацію